# Scandalo sammarinese del calcioscommesse del 2017
Lo scandalo sammarinese del calcioscommesse, noto mediaticamente come Calcioscommesse, ebbe inizio dall'inchiesta sulla partita di Coppa Titano tra San Giovanni e Virtus giocata il 15 marzo 2017 vinta 1-0 dal San Giovanni grazie all'autogol di Andrea Righi, che aveva avuto un alto flusso a San Marino, in Sicilia e Campania con vincite che hanno superato i 300.000 euro.

## Cronologia degli eventi
Il 3 aprile 2017 la magistratura sammarinese ha aperto le indagini in collaborazione la procura di Catanzaro che aveva trasmesso gli atti alla procura di Forlì e il giorno dopo il commissario della legge Simon Luca Morsiani ha sentito il presidente della FSGC Marco Tura.
Il 6 aprile la Polizia Civile ha perquisito auto, borse e spogliatoi alla Virtus campo di allenamento di Montecchio, i giocatori sono stati nuovamente perquisiti dopo la partita Virtus-La Fiorita.
Nella perquisizione è stata trovata una notevole quantità di marijuana nell'auto del portiere di riserva della Virtus Massimiliano La Monaca, che è stato interrogato dalla Polizia Civile nel Carcere dei Capuccini, La Monaca è stato sospeso dalla Virtus il 12 aprile, il portiere è rimasto in carcere per verificare se fosse anche legato al calcioscommesse.
Il 20 maggio agenti in borghese della Polizia Civile hanno arrestato il capocannoniere della Virtus Armando Aruci poco prima della premiazione al San Marino Stadium e lo hanno portato in Carcere, mentre La Monaca è stato scarcerato e ha avuto gli arresti domiciliari.
Il 3 luglio sono stati deferiti quattro calciatori (di cui uno della nazionale maggiore) che rischiano un'ammenda non inferiore a 1.000 euro e inibizione o squalifica non inferiore a due anni:
- Mirko Bucci -  Virtus
- Andrea Righi -  Virtus
- Matteo Vitaioli -  Libertas
- Nicola Zafferani -  Juvenes/Dogana